# Полет 9046 на „Кубана де Авиасион“
Полет 9046 на „Кубана де Авиасион“ е чартърен международен пътнически полет от международното летище „Хосе Марти“, Хавана, Куба, до летище „Малпенса“, Милано, Италия, с междинно кацане в Кьолн, Германия, управляван от „Кубана де Авиасион“. На 3 септември 1989 г. самолетът „Ил-62М“, който изпълнява полета, се разбива малко след излитане от Хавана, което причинява смъртта на всички 115 пътници и 11 членове на екипажа на борда, както и на още 24 души на земята. Първоначално само един от пътниците оцелява, но умира девет дни по-късно от нараняванията си. Това е най-смъртоносното авиационно бедствие в Куба.
Разследването приписва катастрофата на решението на пилота да лети след рязко влошаване на метеорологичните условия. Пилотът подценява рисковете от излитането и преценява погрешно възможностите на самолета при лошо време. Преди да се разбие, машината е ударена от низходящо течение, което кара корпуса да се удари в края на пистата, впоследствие удря навигационно съоръжение и малък хълм, преди да се разбие в жилищен район, около една минута след излитане.